# グラフティー
「グラフティー」は、GOING UNDER GROUNDのシングル。ビクターエンタテインメントのレーベルHAPPYHOUSEより2001年6月21日発売。

## 概要
メジャーデビュー後初のシングルである。ジャケットイラストは宮尾和孝が手掛けた。上田ケンジのプロデュースを離れてのセルフプロデュース作品。

## 収録曲
1. グラフティー
（作詞・作曲：松本素生）
アルバム『かよわきエナジー』にはイントロのギターストローク部分をカットした、ミックスの異なるバージョンが収録されている。
ナードマグネットがミニアルバム『MISS YOU』（2017年6月7日発売）でカバーした[1]。
2. 凛
（作詞・作曲：河野丈洋・松本素生）

## 収録アルバム
グラフティー
- かよわきエナジー〈album mix〉
- BEST OF GOING UNDER GROUND with YOU〈album mix〉
- COMPLETE SINGLE COLLECTION 1998-2008
- かよわきエナジー 2018〜forevergreen〜 - セルフカバーを収録。
- ALL TIME BEST〜20th STORY + LOVE + SONG〜

凛
- かよわきエナジー
- かよわきエナジー 2018〜forevergreen〜 - セルフカバーを収録。

### コンピレーション
- やついいちろう『DJやついいちろう(1)』（2009年6月26日） - 「グラフティー」を収録[2]。
- DJ 片平実『ROCK ON ROCK』（2012年5月23日） - 「グラフティー」を収録[3]。